# Вампиры (фильм, 1998)
«Вампиры» (англ. Vampires) — художественный фильм, сочетающий в себе элементы боевика и фильма ужасов, поставленный режиссёром Джоном Карпентером по роману Джона Стикли «Вампиры».

## Сюжет
Финансируемая Ватиканом группа охотников за вампирами под руководством Джека Кроу находит заброшенный дом в Нью-Мексико, используемый вампирами как гнездо. Так как все наёмники — профессионалы, они быстро уничтожают всех вампиров в доме — путём гарпунивания с помощью арбалетов и с последующим вытягиванием их лебёдкой джипа на солнечный свет. Однако вампира-хозяина Яна Ва́лека группе убить не удалось.
Охотники останавливаются в мотеле в середине пустыни, где пьют, курят и пользуются услугами проституток. Таким образом они празднуют победу. Когда вампир-хозяин Валек приходит в мотель, он кусает одну из проституток Катрину, потом он нападает на охотников, убив почти всех из них. Вместе с ними погибает и приставленный к группе священник отец Джованни. Валек видит Джека и называет его по имени, чем сильно удивляет Кроу. Джек и его напарник Монтойя успевают завести пикап и, захватив находящуюся почти без сознания Катрину, уезжают из мотеля. Валек гонится за ними, но выстрел в лоб заставляет его прекратить погоню.
Днём Кроу возвращается к мотелю, тогда как Монтойя отвозит Катрину в ближайшую гостиницу. Кроу расчленяет тела убитых охотников и проституток, чтобы воспрепятствовать их превращению в вампиров. Затем он сжигает мотель и хоронит отрубленные головы в пустыне.
Джек встречает своего босса — кардинала Альбу, который представляет его отцу Адаму Гито. Джек сообщает, что вся его команда убита, а сделал это один очень сильный вампир. Кардинал Альба рассказывает Джеку, что Том Каллахан и вся его группа охотников в Европе были убиты под Кёльном несколько дней назад. Затем он показывает Джеку древний портрет мужчины, который был найден на месте убийства европейской группы. На нём Кроу узнаёт того самого вампира-хозяина, который убил его группу. Ему рассказывают, что Валек был первым известным кровопийцей, и наиболее вероятно, что он и есть прародитель всех вампиров. Джеку говорят, что он будет ждать свою новую команду прежде, чем он выследит Валека, а пока отец Гито заменит отца Джованни, который был убит в мотеле. Однако Джек сказал, что не будет создавать новую группу, потому что у него мало времени. По пути к Монтойе Джек избил на обочине дороги отца Гито, подозревая его в предательстве.
Тем временем Катрина из-за преследовавших её видений пытается покончить жизнь самоубийством в гостинице, спрыгнув с карниза окна, пока спит Монтойя. Однако он просыпается, хватает Катрину и вваливается вместе с ней назад в комнату. Катрина видит порез на руке Монтойи от разбитого окна, и у неё пробуждается вампирский инстинкт, который заставляет её укусить его. Монтойя за это бьёт девушку. Он опаляет рану зажигалкой, чтобы избежать заражения. Джек и Гито добираются до гостиницы, где скрываются Монтойя и Катрина. У Катрины вновь проявляется связь с Валеком, и Джек заставляет её рассказывать, что она видит. Она говорит, что видит, как вампир-хозяин убивает пастора и указатель, на котором написано «Сан-Мигель».
Джек рассказывает отцу Гито своё прошлое, о том, как его отец, укушенный вампиром, убил его мать и подбирался к нему, и его пришлось убить. Священник говорит, что Валек ищет чёрный Крест Безье. Он рассказывает, что Валек тоже был когда-то священником, которого подозревали в одержимости демонами. Крест Безье применили для запрещённого в то время способа экзорцизма, но в результате прерывания обряда Валек превратился в вампира. Задачей падре Гито и кардинала Альба было найти отца Молину и выяснить местоположение Креста. Отец Молина был последним священником, который знал точное местоположение Креста Безье, и перед смертью он открыл этот секрет Валеку. По подсказке Катрины, Джек с Монтойей и Гито отправились в старую церковь выяснить, могут ли они обнаружить там Крест Безье.
На следующую ночь Валек восстаёт вместе с семью другими вампирами-хозяевами. Глазами Катрины охотники узнают, что вампиры собираются в старой испанской миссии и скоро Валек обретёт Крест Безье. Джек с товарищами приезжают в миссию и обнаруживают, что Валек был там и унёс Крест. Гито рассказывает им, что Валеку Крест Безье нужен для того, чтобы завершить своё превращение, которое было прервано. Если это произойдёт, Валек сможет появляться на солнце и его тогда будет не остановить. Затем они отправляются в соседний город Сантьяго, который с виду кажется городом-призраком.
Джек и отец Гито заходят в заброшенную тюрьму, в которой скрываются вампиры, и понемногу начинают уничтожать их. Но время подходило к вечеру, начинало темнеть. Им пришлось выходить из тюрьмы, но Валек не даёт уйти Джеку, потому что для окончания обряда ему нужна была кровь Крестоносца, то есть Джека. Монтойя с Катриной уезжают из города. По пути Катрина кусает Монтойю в шею. Джека привязали к Кресту и неожиданно для Джека, ритуал Валека должен был закончить кардинал Альба, что всех шокировало. Однако отец Гито убивает продажного кардинала, а затем появляется Монтойя и спасает Джека. Наступило утро. Вампиры побежали прятаться в тюрьму от солнечного света. Валек попытался взять в руки Крест Безье, но на свету не смог к нему прикоснуться и бежал от солнца в соседний дом. Джек бросился за ним. В доме Джек протыкает его крестом. Валек говорит, что таким образом его не убить, и Джек, видя, что крыша дома состоит из редких досок, сносит своим телом деревянную опору, держащую крышу. В дом проникает солнечный свет, и Валек сгорает. После этого отец Гито и Джек хотели убить Монтойю, потому что его укусила Катрина и он скоро станет вампиром. Но Монтойя напомнил Джеку, что тот спас его. В ответ на это Джек пошёл на уступку — вместе со священником они дали Монтойе двое суток форы и отпустили его вместе с Катриной. Когда Монтойя с Катриной уехали, Джек с отцом Гито отправились в тюрьму продолжать убивать вампиров.

## В ролях
- Джеймс Вудс — Джек Кроу
- Дэниел Болдуин — Энтони Монтойя
- Шерил Ли — Катрина
- Томас Йен Гриффит — Ян Валек
- Максимилиан Шелл — кардинал Альба
- Тим Гини — отец Адам Гито
- Марк Бун младший — Кэтлин
- Грегори Сьерра — отец Джованни
- Кэри-Хироюки Тагава — Дэвид Дейо
- Томас Росалес младший — Ортега
- Фрэнк Дарабонт — владелец бьюика (камео)